# Lotte Hollands
Pour les articles homonymes, voir Hollands.
Lotte Hollands (née en 1981) est une mathématicienne et physicienne mathématique néerlandaise qui étudie la théorie quantique des champs, la théorie de jauge supersymétrique et la théorie des cordes. Elle est professeure agrégée et boursière Dorothy Hodgkin de la Royal Society au Département de mathématiques de l'université Heriot-Watt. 

## Jeunesse et éducation
Hollands est né à Maasbree, aux Pays-Bas.  
Hollands a obtenu son doctorat à l'université d'Amsterdam en 2009. Sa thèse, Topological Strings and Quantum Curves, a été dirigée par Robbert Dijkgraaf,.  
Hollands a effectué ses recherches postdoctorales avec Sergei Gukov (en) au California Institute of Technology. 

## Carrière
En 2013, Hollands est devenue chercheuse à l'université d'Oxford. En 2015, Hollands est devenu professeure agrégée au Département de mathématiques de l'université Heriot-Watt.  

## Prix et distinctions
En 2018, la London Mathematical Society lui a décerné son prix Anne-Bennett, « en reconnaissance de ses recherches exceptionnelles à l'interface entre la théorie quantique et la géométrie et de son leadership dans les activités de sensibilisation aux mathématiques »,.  